# LeGarrette Blount
Pour les articles homonymes, voir Blount.
(en) Statistiques sur pro-football-reference
LeGarrette Montez Blount, né le 5 décembre 1986 à Madison, est un joueur américain de football américain évoluant au poste de running back. Il est triple vainqueur du Super Bowl, deux avec les Patriots de la Nouvelle-Angleterre lors des Super Bowl XLIX et LI puis avec les Eagles de Philadelphie lors du Super Bowl LII face à son ancienne équipe.
Après un parcours universitaire compliqué, LeGarrette Blount se met en avant avec les Ducks de l'Oregon. Non sélectionné lors de la draft 2010 de la NFL, Blount entre en National Football League (NFL) avec les Titans du Tennessee pour lesquels il ne joue pas de rencontre. Le joueur débute sur les terrains de NFL avec les Buccaneers de Tampa Bay lors de la saison 2010.
Échangé aux Patriots de la Nouvelle-Angleterre, Blount s'y révèle. Sa saison 2013 lui offre la possibilité de signer avec les Steelers de Pittsburgh. Après deux mois, il est relâché en cours de saison après avoir subi des échecs. Il revient avec les Patriots de la Nouvelle-Angleterre et court efficacement pendant trois saisons, contribuant aux succès des Pats aux Super Bowls. Blount termine la saison 2016 comme meilleur marqueur de touchdowns à la course de la ligue. Recruté la saison suivante par les Eagles de Philadelphie, il réalise le doublé en remportant le Super Bowl LII contre ses anciens coéquipiers. Il prend sa retraite en 2018.

## Biographie

### Jeunesse
LeGarrette Montez Blount est né le 5 décembre 1986 à Madison en Floride de l'union de Gary et Barbara Blount. Il est le petit-neveu de Sun Ra, musicien de jazz. LeGarette grandit à Perry où il étudie au lycée Taylor County et devient une vedette au football américain et en athlétisme. Il réalise des performances comme 11,34 s au 100 mètres, 6,75 m au saut en longueur ou encore 16,22 m au lancer du poids.

### Carrière universitaire

#### East Mississippi Community College (2006-2007)
LeGarrette Blount ne fait pas partie des meilleurs prospects lycéens de l'année et n'est pas recruté par un programme de football américain universitaire. Il souhaite malgré tout tenter sa chance à l'université d'Auburn sans course d'étude sportive mais échoue au niveau académique et doit rejoindre le junior college et East Mississippi Community College (en) à Scooba dans le Mississippi. Avec le programme d'EMCC, Blount découvre la salle de musculation et développe une puissance particulière qui lui permet d'être rapidement efficace à la course. Lors de sa première saison avec l'équipe, il court en moyenne 156 yards par rencontre. Sa performance de 273 yards contre Northeast Mississippi avec trois touchdowns est un exemple de sa domination lors de sa saison débutant. Sous-utilisé la première saison, il court encore plus lors de la deuxième année, terminant sa carrière avec EMCC avec un total de 2 292 yards en 367 portés de balle ainsi que 18 touchdowns.
Après sa seconde saison avec EMCC, Blount devient un running back demandé par certains des principaux programmes universitaire de football américain. Il reçoit des offres des Ducks de l'Oregon, des Seminoles de Florida State et des Tigers de Memphis. Le 18 décembre 2007, après avoir visité les trois campus, Blount signe avec les Ducks de l'Oregon,.

#### Ducks de l'Oregon (2008-2009)

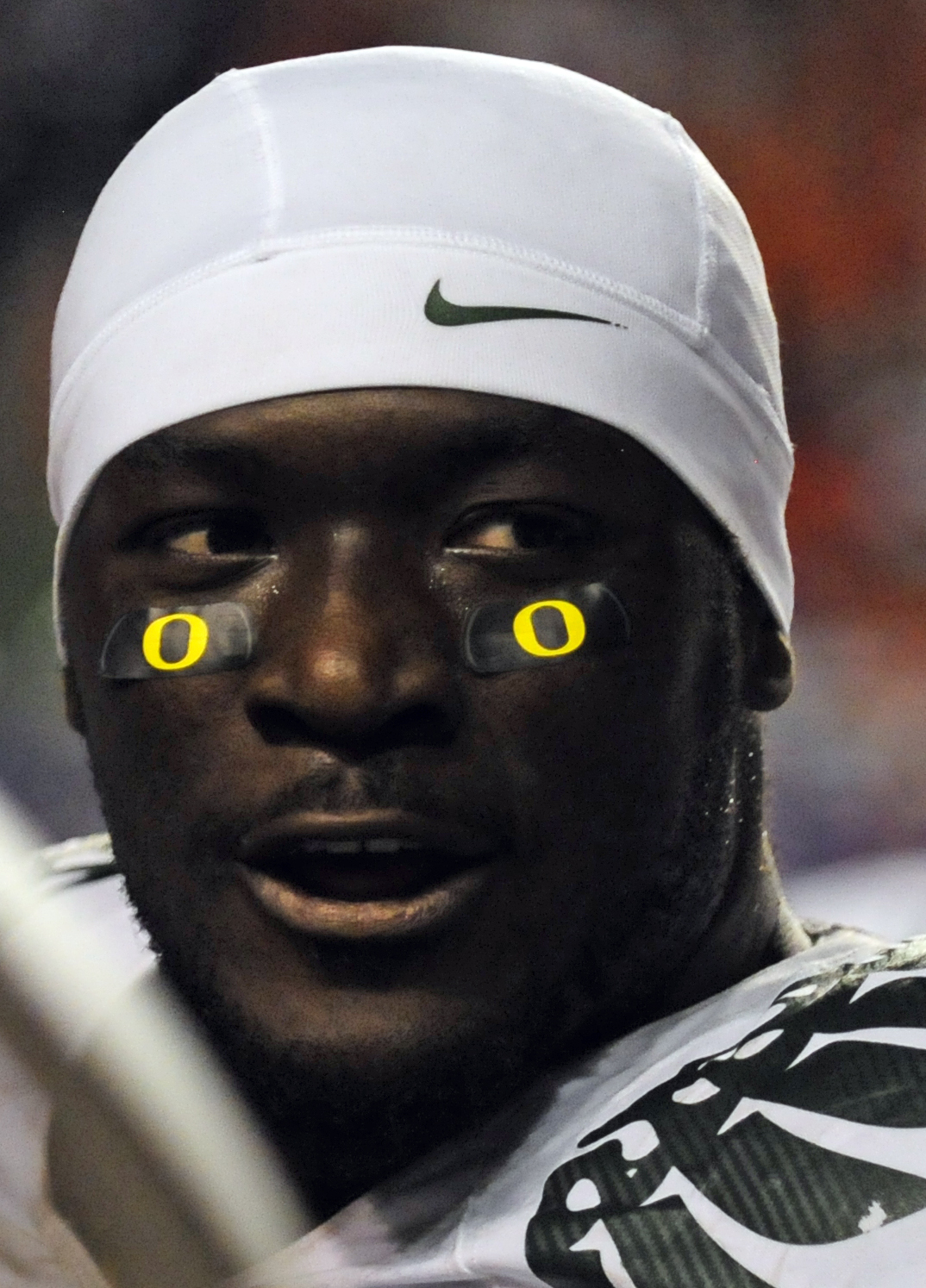
LeGarrette Blount sous les couleurs des Ducks de l'Oregon en septembre 2009.

Blount finit sa première saison avec les Ducks de l'Oregon avec 1 002 yards, devient le 13e joueur de l'histoire de l'université à passer cette barre de 1 000 yards et le deuxième tandem de running backs avec Jeremiah Johnson à passer cette barre la même saison. Il inscrit 17 touchdowns lors de cette saison, battant le record de l'école.
Lors de la première rencontre de la saison 2009 des Ducks, Blount termine la rencontre avec une perte totale de 5 yards sur 8 portés, une mauvaise performance. De plus, l'équipe perd sur le score de 19 à 8 contre les Broncos de Boise State, une rencontre à fort enjeu diffusée sur la chaîne nationale ESPN. Revanchard de la défaite de la saison précédente contre Boise State lors de laquelle les Ducks ont perdu leur quarterback, Blount a annoncé aux médias qu'ils leur devaient une « branlée ». Peu après la fin de la rencontre, alors que les deux équipes se congratulent, le joueur de Boise State Byron Hout crie au visage de Blount : « Comment s'était pour une branlée ? ». Blount frappe violemment Hout à la mâchoire ce qui le fait tomber au sol.
Ses coéquipiers viennent alors le séparer et Blount frappe son coéquipier Garrett Embry au casque. Alors que Boise State diffuse à plusieurs reprises l'image du coup de poing sur les écrans géants du stade, les supporteurs réagissent. Selon Blount, un supporteur le frappe et un autre brandit une chaise. Deux policiers et un entraîneur d'Oregon escortent Blount jusque dans les vestiaires,.
Dans la nuit après le match, Blount s'excuse : « Je veux m'excuser à tous ceux qui ont regardé cela - sur ESPN, une chaîne nationale - je veux m'excuser auprès de tous nos supporteurs, des supporteurs de Boise. C'est quelque chose que je n'aurais pas dû faire. J'ai perdu la tête, je n'aurai pas dû aller si loin »,.
Au lendemain de la rencontre, l'entraîneur d'Oregon, Chip Kelly, suspend Blount pour le reste de la saison 2009. Il est cependant autorisé à s'entraîner avec l'équipe et à rester sur le campus jusqu'à la fin de l'année. Le 1er octobre, une lettre d'excuse de LeGarrette Blount est publiée dans le journal de l'université d'Oregon, le Daily Emerald. Le lendemain, l'entraîneur Chip Kelly annonce qu'il considère le retour de Blount s'il suit certaines directives. L'équipe fait appel auprès de la conférence Pac-10 pour demander le retour du running back et obtient gain de cause.
Remplacé par LaMichael James, Blount ne retrouve pas les terrains bien qu'il puisse jouer de nouveau. Il participe au derby contre les Beavers d'Oregon State et marque un touchdown pour son retour. LeGarrette contribue également à la défaite 26 à 17 contre les Buckeyes d'Ohio State lors du Rose Bowl 2010 avec 36 yards en 5 portés de balle et un dernier touchdown au niveau universitaire. Il perd le ballon dans un moment important de la rencontre mais sort tout de même sous l'ovation du public.
Après l'incident majeur de Boise State, Blount tente d'améliorer son image événement après événement pour avoir une chance d'être sélectionné lors de la draft 2010 de la NFL.

### Carrière professionnelle

#### Débuts difficiles (2010)
Invité au NFL Scouting Combine, LeGarrette Blount y réalise des performances correctes. Il est attendu qu'il soit sélectionné dans les derniers tours de la draft 2013 de la NFL. Cependant, sa suspension avec les Ducks de l'Oregon et son manque d'entraînement hors-saison limitent ses chances de sélection.
| Taille              | Poids            | Bras           | Main          | Sprint   | Sprint   | Sprint   | Shuttle 20 yards | 3 cones drill | Détente       | Détente            | Développé couché | Test Wonderlic |
| Taille              | Poids            | Bras           | Main          | 40 yards | 10 yards | 20 yards | Shuttle 20 yards | 3 cones drill | verticale     | horizontale        | Développé couché | Test Wonderlic |
| 1,84 m (6 ft 0½ in) | 109 kg (241 lbs) | 85 cm (33½ in) | 25 cm (10 in) | 4,59 s   | 1,61 s   | 2,56 s   | 4,49 s           | 6,85 s        | 89 cm (35 in) | 2,97 m (9 ft 9 in) | 18               | 16             |

Aucune des franchises ne prend le risque de le sélectionner le soir de la draft et Blount se retrouve libre de s'engager avec l'équipe de son choix. Après avoir annoncé oralement son accord aux 49ers de San Francisco, le joueur signe finalement un contrat les Titans du Tennessee,.
Le débutant fait de nouveau parler de lui hors du terrain lors du camp d'entraînement des Titans. De retour après avoir manqué plusieurs entraînements pour raisons personnelles, il frappe au casque son coéquipier Eric Bakhtiari après avoir perdu son casque sur deux actions consécutives. Il s'excuse auprès de son entraîneur Jeff Fisher qui ne lui en tient pas rigueur. Le running back passe les dernières échéances et fait partie de l'effectif final de 53 joueurs des Titans pour la saison 2010. Quelques semaines plus tard cependant, Blount est relâché par les Titans pour faire de la place aux joueurs d'équipes spéciales Tim Shaw et Patrick Bailey.

#### Premières saisons complètes avec les Buccaneers (2010-2012)
Le 6 septembre 2010, au lendemain de son éviction des Titans du Tennessee, les Buccaneers de Tampa Bay réclament le joueur et obtiennent ses droits,. Pour sa première rencontre disputée en National Football League, contre les Steelers de Pittsburgh en troisième semaine de la saison 2010, LeGarrette Blount gagne 27 yards en six courses et inscrit un touchdown lors d'une défaite 38 à 13 à domicile. Le 3 octobre 2010, il inscrit deux nouveaux touchdowns dans une victoire 38 à 35 contre les Cardinals de l'Arizona. Lors de cette rencontre, il cumule 120 yards sur 22 portés de balle, dont une course de 48 yards marquée par une toupie pour éviter un premier défenseur et un saut pour passer au dessus d'un second, Kerry Rhodes. LeGarrette Blount devient le deuxième running back non sélectionné à la draft à accumuler plus de 1 000 yards à la course pour sa première saison dans la ligue.
Après un débat de saison réussi et quelques coups d'éclats, la deuxième saison de Blount dans la ligue est plus compliquée. Le 20 novembre 2011, contre les Packers de Green Bay, il inscrit un touchdown de 54 yards après avoir cassé au moins quatre plaquages en puissance,. Les Buccaneers enchaînent les défaites et terminent sur un bilan de 4 victoires pour 12 défaites.

#### Premier essai avec les Patriots (2013)

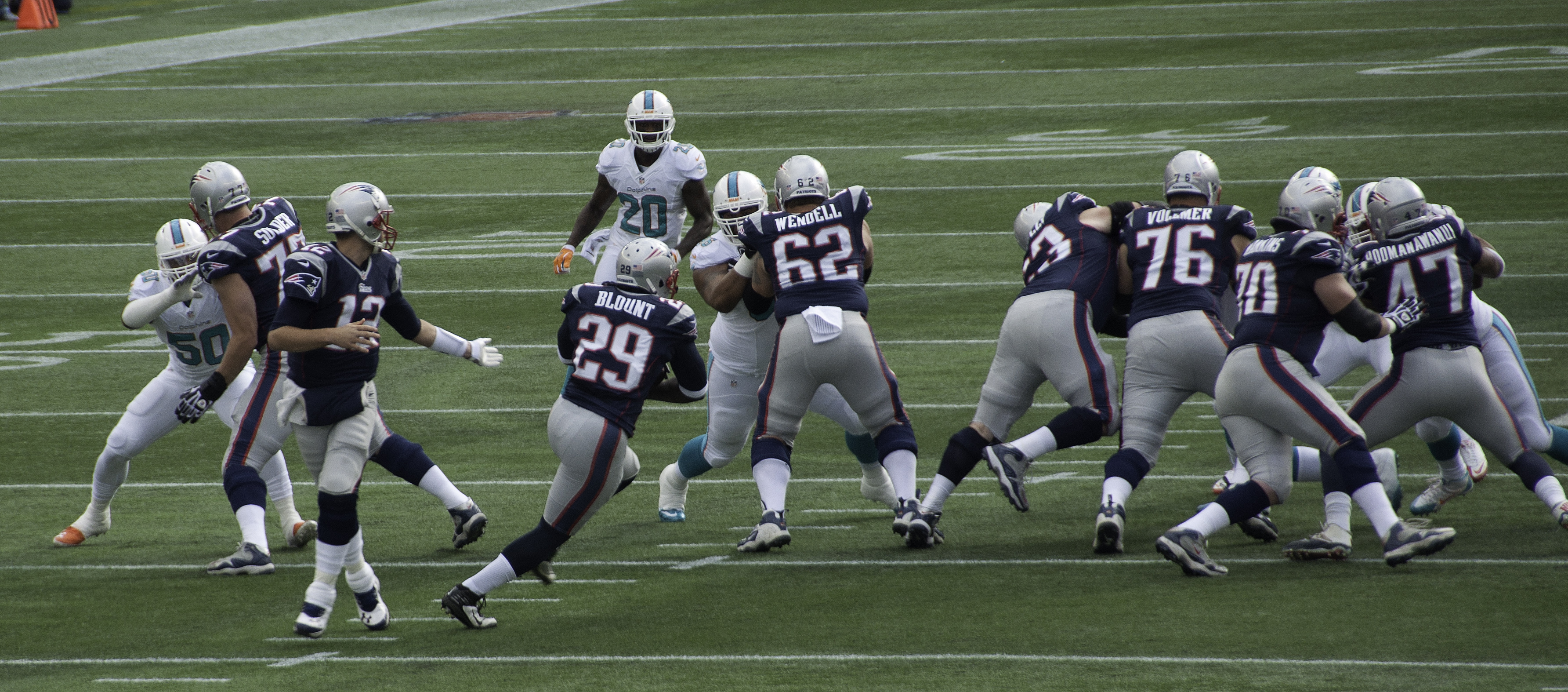
LeGarrette Blount reçoit la balle des mains de Tom Brady pour courir à travers la défense des Dolphins de Miami.

Le 27 avril 2013, LeGarrette Blount est recruté via un échange par les Patriots de la Nouvelle-Angleterre contre le running back Jeffery Demps et un choix de septième tour de la draft 2013 de la NFL,. Blount accepte de restructurer son contrat pour se relancer une saison avec les Patriots.
Lors du dernier match de la saison régulière, Blount court pour un total de 189 yards et retourne deux coups de pied pour 145 yards, soit un total de 334 yards, pour battre le record des Patriots vieux de 51 ans du nombre total de yards glanés sur une seule rencontre.
Pour sa première rencontre éliminatoire en carrière, LeGarrette Blount brille et inscrit quatre touchdowns contre les Colts d'Indianapolis lors d'un succès 43 à 22 à domicile. Il bat le record de la franchise du nombre de touchdowns inscrits à la course sur un seul match à élimination. Après trois touchdowns sur des courtes courses puissantes, Blount termine sa performance de haut niveau par l'une de ses plus belles grande course en carrière avec 73 yards de gains à travers la défense des Colts pour marquer une dernière fois.

#### Échec avec les Steelers (2014)
LeGarrette Blount signe un contrat de 2 ans avec les Steelers de Pittsburgh incluant un bonus à la signature de 950 000 dollars. Le 20 août, une heure avant le décollage de l'avion des Steelers pour jouer à Philadelphie, Blount est arrêté avec la jeune vedette Le'Veon Bell en possession de marijuana. Blount est sanctionné de 50 heures de travaux pour la communauté. Après un début de saison réussi et deux touchdowns marqués en trois rencontres, Blount subit l'émergence du jeune Le'Veon Bell. Frustré, il quitte le terrain avant la fin de la rencontre contre les Titans du Tennessee après ne pas avoir vu le ballon de la rencontre. Après la rencontre, le quarterback Ben Roethlisberger met en avant l'égoïsme de son coéquipier et demande, avec plusieurs coéquipiers, que Blount ne fasse plus partie de l'équipe. Les joueurs sont écoutés et le running back est relâché dès le lendemain.

#### Retour avec les Patriots et dynastie (2014-2016)
Agent libre, Blount s'engage avec les Patriots de la Nouvelle-Angleterre, retrouvant l'équipe entraînée par Bill Belichick,. Trois jours plus tard, il inscrit deux touchdowns lors d'une victoire 34 à 9 contre les Lions de Détroit. Un mois plus tard, il inscrit son troisième et dernier touchdown de la saison contre les Dolphins de Miami. Il termine la saison régulière avec 60 course et 281 yards pour les Patriots en cinq rencontres.
Lors de la rencontre à élimination contre les Colts d'Indianapolis, LeGarrette Blount marque trois touchdowns mais sa performance est éclipsée par le Deflategate. Une saison après en avoir marqué quatre contre les Colts, ces trois nouveaux touchdowns placent alors Blount comme le meilleur marqueur de touchdowns à la course en matchs éliminatoires de l'histoire des Patriots.
Lors du Super Bowl XLIX, le premier auquel Blount participe, le joueur court à 14 reprises pour un total de 40 yards. Il célèbre cette victoire avec son fils dans les vestiaires, fêtant avec la famille Kraft sa fin de saison réussie.
Non prêt au début de la saison 2015, il manque l'examen de condition physique des Patriots et doit rater les deux premiers entraînements. Suspendu une rencontre pour sa virée avec Le'Veon Bell au cours de la saison précédente,, Blount commence l'année doucement avec seulement deux portés, alors que Dion Lewis voit la plupart des jeux de course. La semaine suivante, le 27 septembre 2015, Blount marque trois touchdowns pour la première fois de sa carrière contre les Jaguars de Jacksonville.
Le 18 octobre, il marque deux touchdowns, un à la course et un à la passe, contre les Colts d'Indianapolis. Trois semaines plus tard, contre les Redskins de Washington, Blount court pour 129 yards en 29 tentatives et inscrit un touchdown. Le 15 décembre 2015, Blount est placé sur la liste des joueurs blessés par les Patriots et est déclaré forfait pour le reste de la saison après s'être blessé à la hanche gauche lors de la rencontre contre les Texans de Houston,.
Le 12 avril 2016, Blount signe un nouveau contrat d'une saison avec les Patriots. Contrairement à la saison précédente, le running back réussit le premier mois de compétition lors de la saison 2016. Il est nommé joueur offensif de la conférence AFC pour le mois de septembre, grâce à des performances de 123 yards contre les Dolphins de Miami et de 105 yards contre les Texans de Houston.
De retour à Pittsburgh, contre les Steelers de Pittsburgh, LeGarrette Blount inscrit deux touchdowns supplémentaires pour porter son total de touchdowns à huit unités. La semaine suivante, il en ajoute un neuvième contre les Bills de Buffalo. Le 13 novembre 2016, LeGarrette Blount inscrit trois nouveaux touchdowns contre les Seahawks de Seattle mais manque une tentative à proximité de la ligne pour égaliser en fin de rencontre.

#### Troisième bague de champion avec les Eagles de Philadelphie (2017)

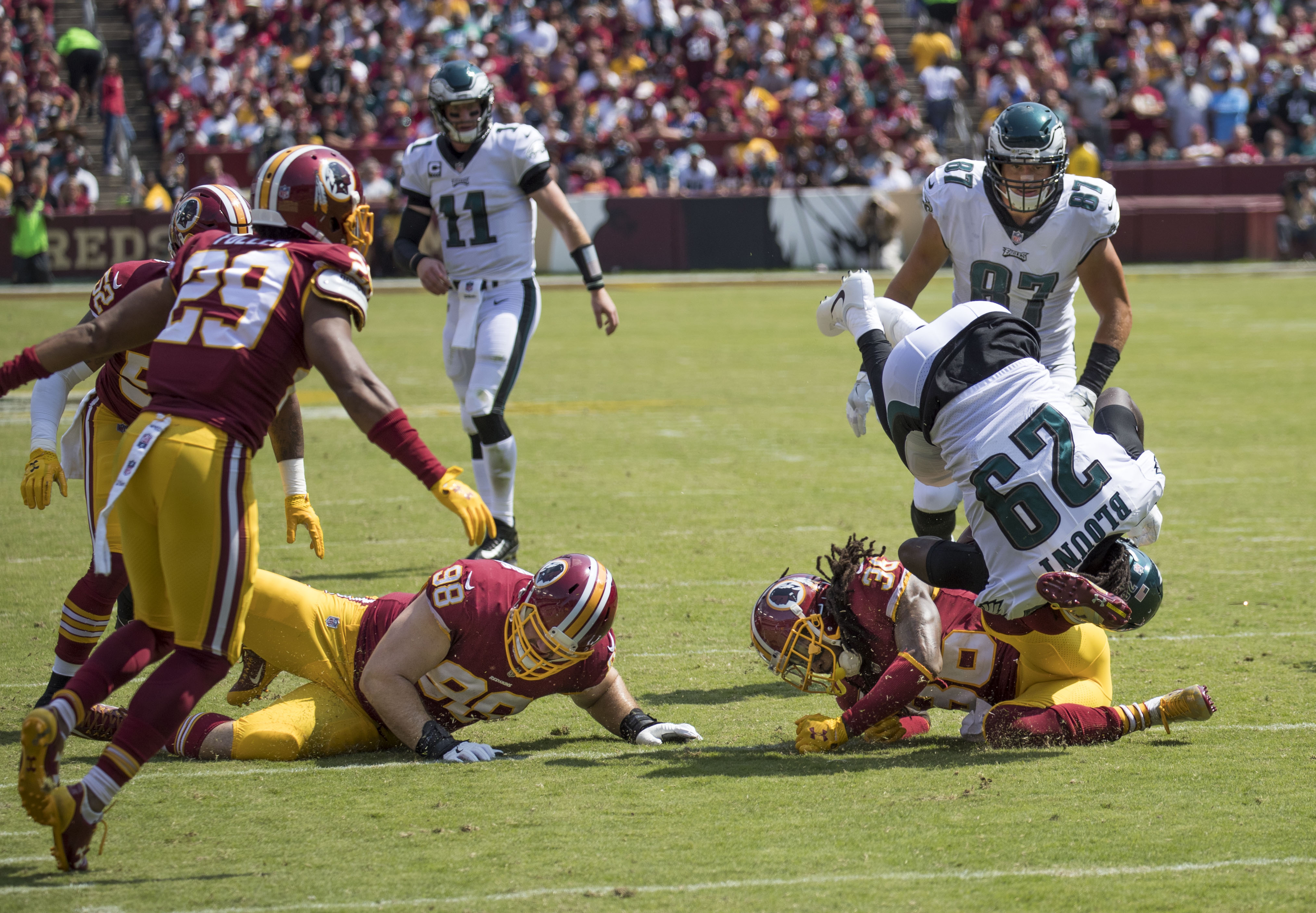
Les courses puissantes de Blount (no 29) font du dégât dans les défenses adverses comme contre les Redskins de Washington en octobre 2017.

Après d'importantes rumeurs l'envoyant aux Giants de New York, LeGarrett Blount paraphe un contrat d'une saison avec les Eagles de Philadelphie le 17 mai 2017,. Le contrat a un salaire de base d'1,25 million de dollars et 1,55 million de bonus potentiels, soit une valeur totale de 2,8 millions de dollars. Les Patriots ont influencé les négociations en offrant un contrat protégé à Blount, obligeant les équipes souhaitant recruter le joueur à donner un choix de draft aux Patriots. Il remporte le Super Bowl LII avec les Eagles en dominant 41 à 33 les Patriots de la Nouvelle-Angleterre.

#### Nouveau départ aux Lions (2018)
Même s'il reste le premier coureur des Eagles de Philadelphie, l'arrivée de Jay Ajayi en cours de saison a limité ses portés de ballons. Mécontent de leur jeu de course, les Lions de Détroit proposent un intéressant contrat à Blount qui peut lui permettre de toucher jusqu'à 4,5 millions de dollars sur une saison. Il y retrouve l'ancien coordinateur offensif des Patriots, Matt Patricia, qui fait ses débuts en tant qu'entraîneur principal.

## Statistiques
LeGarrette Blount a joué majoritairement pour les Buccaneers de Tampa Bay et les Patriots de la Nouvelle-Angleterre pendant sa carrière au poste de running back. Les statistiques dans les tableaux suivants mesurent ses différentes performances à ce poste.
Lors de la saison 2013, Blount est utilisé en équipes spéciales par les Patriots en retour de coup de pied, terminant avec 494 yards en 17 retours. Il effectue également 5 retours de coup de pied avec les Steelers de Pittsburgh la saison suivante.
| Légende                   |
| Super Bowl                |
| Champion AFC              |
| Gras - Leader de la ligue |

| 2010  | TB    | 13  | 7  | 201   | 1 007 | 5,0 | 6  | 5  | 71,4  | 14  | 2,8  | 0 | 4  |
| 2011  | TB    | 14  | 14 | 184   | 781   | 4,2 | 5  | 15 | 60,0  | 148 | 9,9  | 0 | 5  |
| 2012  | TB    | 13  | 0  | 41    | 151   | 3,7 | 2  | 1  | 50,0  | 2   | 2,0  | 0 | 0  |
| 2013  | NE    | 16  | 7  | 153   | 772   | 5,0 | 7  | 2  | 40,0  | 38  | 19,0 | 0 | 3  |
| 2014  | PIT   | 11  | 0  | 65    | 266   | 4,1 | 2  | 6  | 100,0 | 36  | 6    | 0 | 1  |
| 2014  | NE    | 5   | 1  | 60    | 281   | 4,7 | 3  | 4  | 75,0  | 18  | 4,5  | 0 | 0  |
| 2015  | NE    | 12  | 6  | 165   | 703   | 4,3 | 6  | 6  | 85,7  | 43  | 7,2  | 1 | 1  |
| 2016  | NE    | 16  | 8  | 299   | 1 161 | 3,9 | 18 | 7  | 87,5  | 38  | 5,4  | 0 | 2  |
| 2017  | PHI   | 16  | 11 | 173   | 173   | 4,4 | 2  | 8  | 100   | 50  | 6,3  | 1 | 1  |
| 2018  | DET   | 16  | 8  | 154   | 418   | 2,7 | 5  | 10 | 66,7  | 67  | 6,7  | 0 | 2  |
| Total | Total | 132 | 62 | 1 495 | 6 306 | 4,2 | 56 | 64 | -     | 454 | 7,1  | 2 | 19 |

| Année | Équipe |         | MJ | MT  |       | Courses | Courses | Courses | Courses |       | Passes réceptionnées | Passes réceptionnées | Passes réceptionnées | Passes réceptionnées | Passes réceptionnées |  | Fumbles |
| Année | Équipe | Tentées | MJ | MT  | Yards | Moyenne | TD      | REC     | %REC    | Yards | Y/REC                | TD                   |                      |                      |                      |  | Fumbles |
| ----- | ------ | ------- | -- | --- | ----- | ------- | ------- | ------- | ------- | ----- | -------------------- | -------------------- | -------------------- | -------------------- | -------------------- |  | ------- |
| 2010  | TB     |         |    |     |       |         |         |         |         |       |                      |                      |                      |                      |                      |  |         |
| 2011  | TB     |         |    |     |       |         |         |         |         |       |                      |                      |                      |                      |                      |  |         |
| 2012  | TB     |         |    |     |       |         |         |         |         |       |                      |                      |                      |                      |                      |  |         |
| 2013  | NE     | 2       | 1  | 29  | 172   | 5,9     | 4       | -       | -       | -     | -                    | -                    | 0                    |                      |                      |  |         |
| 2014  | PIT    |         |    |     |       |         |         |         |         |       |                      |                      |                      |                      |                      |  |         |
| 2014  | NE     | 3       | 0  | 47  | 189   | 4       | 3       | -       | -       | -     | -                    | -                    | 0                    |                      |                      |  |         |
| 2015  | NE     |         |    |     |       |         |         |         |         |       |                      |                      |                      |                      |                      |  |         |
| 2016  | NE     | 3       | 1  | 35  | 109   | 3,1     | 1       | 1       | -       | 8     | 8                    | 0                    | 1                    |                      |                      |  |         |
| 2017  | PHI    | 3       | 1  | 29  | 130   | 4,5     | 3       | -       | -       | -     | -                    | -                    | 0                    |                      |                      |  |         |
| Total | Total  | 11      | 3  | 140 | 600   | 4,3     | 11      | 1       | -       | 8     | 8                    | 0                    | 1                    |                      |                      |  |         |

## Palmarès et records
LeGarrette Blount est triple vainqueur du Super Bowl. Après deux succès avec les Patriots de la Nouvelle-Angleterre au Super Bowl XLIX contre les Seahawks de Seattle et le Super Bowl LI contre les Falcons d'Atlanta, il enchaîne un troisième titre avec les Eagles de Philadelphie en battant ses anciens partenaires lors du Super Bowl LII.
Blount termine meilleur marqueur de la ligue à la course sur la saison 2016 avec 18 touchdowns au sol et bat le record de l'histoire de la franchise des Patriots. Blount détient également le record de la franchise pour le nombre de yards totaux de gain sur une seule rencontre avec 334 yards.

## Profil de jeu et personnalité
« Vous ne voyez pas beaucoup de gars comme lui. Je pense que certains des crochets qu'il a fait [lors du championnat AFC de 2014], la façon avec laquelle il peut s'arrêter, démarrer, accélérer, changer de direction, pour un joueur de 110 kilos, il a une bonne vision et capacités athlétiques. Quelquefois, il ressemble à un petit coureur, mais il n'en est pas un. »

— Bill Belichick,
Musculeux, LeGarrette Blount a la capacité de battre en puissance les défenseurs adverses, ainsi que la vitesse et l'agilité de battre les joueurs de ligne. Le plus long est la rencontre, le plus dur cela devient pour les défenseurs adverses de le tacler. Aussi fort qu'un fullback, Blount est un coureur qui gagne des yards après contact et peut rebondir après contact sur les défenseurs. Il est même capable, de par sa puissance, d'emporter avec lui plusieurs défenseurs dans son avancée.

## Aspects financiers
Jusqu'ici, LeGarrette Blount n'a pas eu de contrats financiers importants pour un running back. Au début de sa carrière en National Football League, il est puni pour son comportement à l'université. Après son contrat de début de carrière, il signe un contrat lucratif avec les Steelers de Pittsburgh mais n'en profite pas car il est relâché en cours de la première saison. Il est récupéré à bas coût par les Patriots de la Nouvelle-Angleterre qui dépensent peu pour ce poste. Capitalisant sur ses bonnes saisons avec les Patriots et son titre de 2016, il signe un contrat avec les Eagles de Philadelphie en 2017 puis un nouveau avec les Lions de Détroit en 2018.
Le tableau ci-dessous récapitule les revenus en carrière de LeGarrette Blount.
| 2010  | TB    | 320 000 $   | -           | -         | - | -         | 320 000 $   |
| 2011  | TB    | 450 000 $   | -           | -         | - | -         | 450 000 $   |
| 2012  | TB    | 540 000 $   | -           | -         | - | -         | 540 000 $   |
| 2013  | NE    | 630 000 $   | -           | -         | - | 50 000 $  | 680 000 $   |
| 2014  | PIT   | 900 000 $   | 950 000 $   | -         | - | -         | 1 850 000 $ |
| 2014  | NE    | 257 647 $   | -           | -         | - | -         | 257 647 $   |
| 2015  | NE    | 705 882 $   | -           | 193 750 $ | - | 50 000 $  | 949 632 $   |
| 2016  | NE    | 760 000 $   | 100 000 $   | 100 000 $ | - | 540 609 $ | 1 500 609 $ |
| 2017  | PHI   | 900 000 $   | 200 000 $   | 100 000 $ | - | 50 000 $  | 1 250 000 $ |
| 2018  | DET   | 1 000 000 $ | 1 000 000 $ | -         | - | -         | 2 000 000 $ |
| Total | Total | 6 463 529 $ | 2 250 000 $ | 393 750 $ | - | 690 609 $ | 9 797 888 $ |